# Otto Frankel
Sir Otto Frankel (Viena, 4 de Novembro de 1900 - Camberra, 21 de Novembro de 1998) foi um geneticista australiano de origem austríaca.

## Família
Otto Herzberg-Frankel era o terceiro de quatro filhos de um proeminente e rico advogado. O avô paterno de Otto, um conhecido autor, adicionara Herzberg (parte do nome de sua mãe) para se tornar Herzberg-Frankel, algo que Otto retiraria após a morte de seu pai.
Ludwig Herzberg-Frankel, pai de Otto, era um advogado de sucesso em Viena. Estava ligado a Lewis Namier.